# GM Family II
Il nome GM Family II identifica una grande famiglia di motori a scoppio prodotti a partire dal 1980, inizialmente dalla sola Casa automobilistica australiana Holden, e in seguito dall'intero gruppo General Motors, tra cui anche le sue consociate europee della Opel e della Vauxhall. La produzione di questi motori cessò quasi totalmente nel 2010, salvo che presso la filiale brasiliana del gruppo General Motors, dove vengono prodotte ancor oggi, esclusivamente per applicazioni destinate al mercato locale.

## Storia e caratteristiche
I motori Family II sono nati per affiancare e in seguito rimpiazzare i motori CIH Four. I primi motori Family II nacquero con cilindrata di 1.6 litri, ma in seguito si evolsero principalmente come motori da 2 litri. In tale livello di cilindrata finirono per costituire la colonna portante di tale famiglia di motori, anche ve ne furono anche altri. Infatti, nel corso degli anni sono state sviluppate anche versioni da 1.8, 2.2 e 2.4 litri. Tali motorizzazioni hanno conosciuto un'evoluzione molto articolata, comprendente anche alcune varianti sovralimentate. Inoltre, da tale già vasta famiglia di motori vennero derivati anche due motori a gasolio di fascia media, vale a dire da 1.6 e 1.7 litri. 

Durante i primi 20 anni di produzione, i motori Family II furono montati principalmente sotto il cofano di modelli della tedesca Opel e della giapponese Isuzu. I motori Family II con alimentazione a benzina sono prodotti ancora oggigiorno, anche se sono molto più evoluti rispetto al passato. Inoltre, non vengono più diffusamente utilizzati da tutti i marchi appartenenti all'impero General Motors, essendo prodotti unicamente presso lo stabilimento GM do Brazil, dove vengono destinati ad alcuni modelli riservati ai mercati sudamericani nelle versioni da 2 e 2,4 litri. Quanto al resto della produzione, infatti, mentre la Holden (anch'essa sotto il gruppo GM) ha cessato di assemblare motori Family II nel 2009, la Opel ha smesso già nel 2000, prendendo invece a equipaggiare la sua produzione con nuovi motori da 2 litri più evoluti e conosciuti semplicemente come motori Ecotec. In generale, la maggior parte dei motori Family II arrivò a soddisfarefino alla normativa euro 2, ma vi furono un paio di varianti da 2,2 litri che riuscirono a essere in linea anche con le successive normative Euro 3 ed Euro 4. I motori Family II vennero montati anche su alcuni modelli della giapponese Suzuki e della sudcoreana Daewoo. Infine, un motore Family II ha trovato applicazione anche sulle Ariel Atom destinate al mercato statunitense.  Oggigiorno, le sole applicazioni rimaste per i motori Family II sono quelle relative alle Chevrolet brasiliane e alla Ariel Atom, commercializzata in pochi esemplari data la ristrettissima nicchia di mercato cui appartiene.
Fondamentalmente, i motori Family II erano caratterizzati dall'utilizzo della ghisa per il monoblocco e della lega di alluminio per la testata. Sono anche dotati di distribuzione ad albero a camme in testa, singolo o doppio a seconda delle varianti, e con testata a 2 o a 4 valvole per cilindro. Il moto veniva trasmesso alle valvole mediante cinghia dentata nella maggior parte dei casi, anche se non mancarono varianti in cui si utilizzò la catena. Poiché, la storia di questi motori si è spalmata nell'arco di quasi tre decenni, vi furono inizialmente numerose varianti con alimentazione a carburatore, via via rimpiazzate da nuove varianti con alimentazione a iniezione man mano che le normative antinquinamento divennero più severe.  

### Versioni a benzina
I motori Family II a benzina ricoprirono una gamma compresa fra i 1.6 e i 2.4 litri, gamma che almeno in parte si sarebbe sovrapposta a un certo punto ad altri motori GM di pari cilindrata, come ad esempio sarebbe accaduto per il 1.6 Family II, che avrebbe condiviso la scena con il 1.6 Family I. Ma la parte del leone, in questo insieme di motori, la fece il 2 litri, che sarebbe stato prodotto in numerosissime varianti, utilizzate molto anche sotto il cofano di vetture prodotte e commercializzate negli Stati Uniti. La produzione dei motori Family II a benzina cessò nel 2009: quelli a gasolio erano già stati tolti di produzione già da tempo. Di seguito vengono descritte più in dettaglio le caratteristiche relative ai motori Family II a benzina.

#### Versione da 1.6 litri
La versione da 1.6 litri fu il primo motore Family II a debuttare: ultimato nel 1980, venne però introdotto nei primi modelli solo a partire dall'anno seguente. Esso venne prodotto prevalentemente con alimentazione a carburatore, anche se in seguito comparvero anche versioni a iniezione elettronica. Le sue misure di alesaggio e corsa erano di 80 x 79,5 mm, misure che portavano a una cilindrata pari a 1598 cm³. Nato con potenza di 90 CV, il 1.6 Family II si evolse invece con potenze di 75 CV e venne impiegato su modelli Opel, ma anche su modelli Holden. Questo 1.6 a benzina conobbe una carriera particolare: diffusosi nel corso degli anni '80, fu caratterizzato da doti di particolare efficienza che lo portarono a costituire la base per i futuri 1.6 montati in particolare su modelli Opel e in grado di rispettare le stringenti normative antinquinamento che sarebbero entrate in vigore a partire dal decennio successivo. L'ultima evoluzione di questo motore fu del tipo a iniezione e con catalizzatore: denominata C16NZ2, tale versione venne anche rivista in profondità con tutta una serie di aggiornamenti che incluse fra l'altro una leggera riduzione dell'alesaggio e un leggero allungamento della corsa (79 x 81,5 mm), per una cilindrata che rimase invariata. Tali misure erano già riprese nel contemporaneo 1.6 appartenente ai motori Family I, fra i quali era inclusa tra l'altro anche la variante C16NZ, con cui l'unità C16NZ2 era strettamente imparentata. I due motori vennero però inseriti in due famiglie differenti.
Inoltre, sulla stessa base del motore 1.6 a benzina venne in seguito realizzata anche una versione a gasolio, che verrà illustrata più avanti. Di seguito vengono invece riepilogate le caratteristiche e le varie applicazioni.
| Variante                       | Alesaggio x corsa (mm) | Rapporto di compressione | Alimentazione                          | Potenza CV/rpm | Coppia Nm/rpm  | Applicazioni               | Anni di produzione                |
| ------------------------------ | ---------------------- | ------------------------ | -------------------------------------- | -------------- | -------------- | -------------------------- | --------------------------------- |
| 16LF                           | 80 x 79,5              | 8                        | Carburatore monocorpo Weber 190        | 74/5400        | 121/3000       | Holden Camira (JB)         | 1982-84                           |
| 16LF                           | 80 x 79,5              | 8                        | Carburatore monocorpo Weber 190        | 74/5400        | 121/3000       | Holden Camira JD           | 1984-85                           |
| 16LF                           | 80 x 79,5              | 8                        | Carburatore monocorpo Weber 190        | 74/5400        | 121/3000       | Holden Astra (LD)          | 1987-89                           |
| 16LF                           | 80 x 79,5              | 8                        | Carburatore monocorpo Weber 190        | 74/5400        | 121/3000       | GM Monza                   | 1982-86 (solo mercato brasiliano) |
| 16LF                           | 80 x 79,5              | 8                        | Carburatore monocorpo Weber 190        | 74/5400        | 121/3000       | Nissan Pulsar (N13)        | 1987-91                           |
| 16N/16NV                       | 80 x 79,5              | 8,2                      | Carburatore monocorpo Solex 1B1        | 75/5600        | 123/ 3000-4000 | Opel Ascona C 1.6          | 1981-86                           |
| A16NV                          | 80 x 79,5              | 8,2                      | Carburatore monocorpo Solex 1B1        | 75/5600        | 123/3200       | Opel Ascona C 1.61         | 1986-871                          |
| C16LZ                          | 80 x 79,5              | 8,6                      | Iniezione elettronica indiretta Multec | 75/5200        | 121/3400       | Opel Ascona 1.6i Kat       | 1987-88                           |
| C16NZ2                         | 79 x 81,5              | 9,2                      | Iniezione elettronica Rochester Multec | 75/5200        | 123/2600       | Opel Vectra 1.6i           | 1992-93                           |
| 16SH / A16SH / S16SH           | 80 x 79,5              | 9,2                      | Carburatore GMF Varajet II             | 90/5800        | 124/4000       | Opel Kadett D 1.6 S        | 1981-84                           |
| 16SH / A16SH / S16SH           | 80 x 79,5              | 9,2                      | Carburatore GMF Varajet II             | 90/5800        | 124/4000       | Opel Kadett E 1.6 S Export | 1984-86                           |
| 16SH / A16SH / S16SH           | 80 x 79,5              | 9,2                      | Carburatore GMF Varajet II             | 90/5800        | 124/4000       | Opel Ascona C 1.6 S        | 1984-86                           |
| Note: 1Solo per alcuni mercati |                        |                          |                                        |                |                |                            |                                   |

#### Versione da 1,8 litri

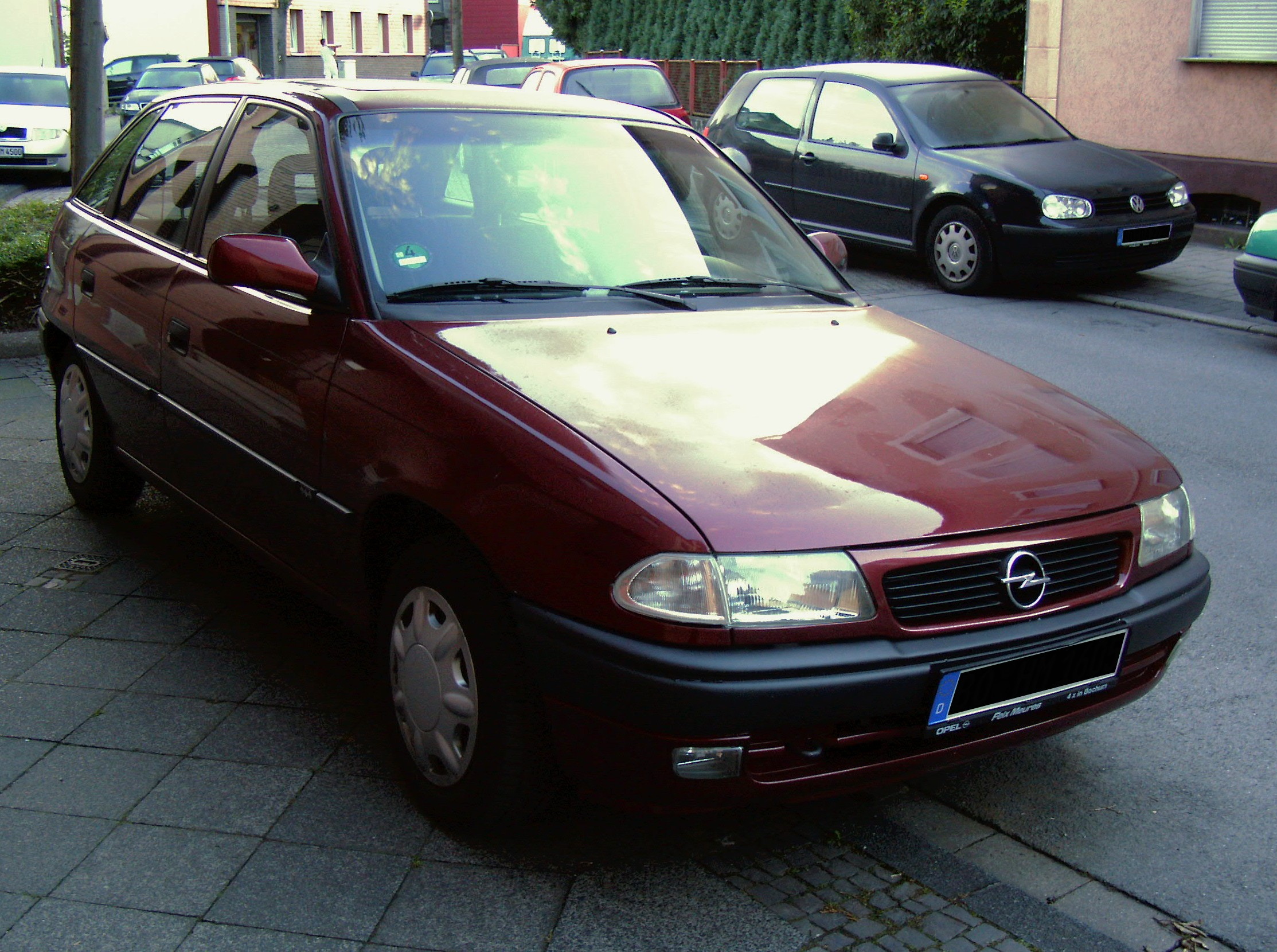
Le Astra F post-restyling montavano anche il 1.8 Family II

Il 1.8 Family II fu anch'esso introdotto nel 1982, quasi in contemporanea con la già descritta versione 1.6, della quale venne mantenuta la misura della corsa, mentre l'alesaggio venne maggiorato, passando così da 80 a 84.8. In questo modo si ottenne una cilindrata complessiva di 1796 cm³. Questo preciso valore di cilindrata avrebbe caratterizzato in seguito anche il 1.8 Family I, introdotto a partire dal 1996, ma non si tratta dello stesso motore, quindi è bene non fare confusione tra i due motori. Il 1.8 Family I era unicamente bialbero a quattro valvole per cilindro ed è stato proposto anch'esso in diverse varianti. L'arrivo, nel 1986, del nuovo motore Family II da 2 litri, che costituirà il "grosso" della produzione Family II, andrà a influire significativamente nell'evoluzione della versione da 1.8 litri. Infatti, a partire dal 1993 verrà sostituito da un nuovo 1.8 derivato stavolta dall'unità di cilindrata superiore, della quale venne ridotto solo l'alesaggio, da 86 a 81,6 mm, lasciando invece inalterata la corsa, rimasta così a 86 mm. In questo modo si ottenne una cilindrata di 1799 cm³. Poiché quest'ultimo motore debuttò subito dopo l'entrata in vigore della normativa Euro 1, esso poté essere realizzato solo con alimentazione a iniezione, mentre il precedente motore 1.8 Family II venne proposto anche a carburatore e tuttavia vi furono anche versioni catalizzate prima del 1993 e addirittura con alimentazione a carburatore. La distribuzione del primo 1.8 Family II mantenne la configurazione monoalbero a due valvole per cilindro, mentre la seconda versione di tale motore venne proposta solo in configurazione bialbero a quattro valvole per cilindro. In tutti i casi, vennero montate punterie idrauliche, mentre per quanto riguarda l'azionamento degli assi a camme, a seconda delle varianti e delle applicazioni, si potevano avere soluzioni a catena oppure a cinghia dentata. Il 1.8 Family II conobbe una carriera articolatasi in numerose varianti, con potenza 
Di seguito vengono riportate le caratteristiche e le varie applicazioni delle diverse varianti del 1.8 Family II:
| Motore 1.8 litri Family II                                                  |                  |                        |                          |                                                              |                                                  |               |                |               |                                        |                    |
| Variante                                                                    | Cilindrata (cm³) | Alesaggio x corsa (mm) | Rapporto di compressione | Alimentazione                                                | Distribuzione                                    | Catalizzatore | Potenza CV/rpm | Coppia Nm/rpm | Applicazioni                           | Anni di produzione |
| A18N1                                                                       | 1796             | 84,8 x 79,5            | 8,2                      | Carburatore Pierburg 1B1                                     | SOHC, 2 valvole per cilindro e cinghia dentata   | No            | 70/5400        | 132/3000      | Opel Rekord E2 1.81                    | 1982-861           |
| 18N                                                                         | 1796             | 84,8 x 79,5            | 8,2                      | Carburatore Pierburg 1B1                                     | SOHC, 2 valvole per cilindro e cinghia dentata   | No            | 75/5400        | 132/3000      | Opel Rekord E2 1.8                     | 1982-86            |
| 18NV                                                                        | 1796             | 84,8 x 79,5            | 9,2                      | Carburatore monocorpo Pierburg 2E3                           | SOHC, 2 valvole per cilindro e cinghia dentata   | Sì            | 82/5400        | 132/3000      | Opel Omega A 1.8 Kat                   | 1986-87            |
| E18NV                                                                       | 1796             | 84,8 x 79,5            | 9,2                      | Carburatore Pierburg 2EE                                     | SOHC, 2 valvole per cilindro e cinghia dentata   | No            | 84/5400        | 140/2600      | Opel Kadett E 1.8                      | 1987-89            |
| E18NV                                                                       | 1796             | 84,8 x 79,5            | 9,2                      | Carburatore Pierburg 2EE                                     | SOHC, 2 valvole per cilindro e cinghia dentata   | No            | 84/5400        | 137/3400      | Opel Ascona C 1.8                      | 1987-88            |
| S18NV2                                                                      | 1796             | 84,8 x 79,5            | 9,2                      | Carburatore Pierburg 2EE                                     | SOHC, 2 valvole per cilindro e cinghia dentata   | No            | 84/5400        | 137/3400      | Opel Ascona C 1.82                     | -                  |
| 18SV                                                                        | 1796             | 84,8 x 79,5            | 9,2                      | Carburatore elettronico Bosch-Pierburg 2EE EPS               | SOHC, 2 valvole per cilindro e cinghia dentata   | No            | 90/5400        | 140/3000      | Opel Vectra A 1.8 S                    | 1988-89            |
| 18SV                                                                        | 1796             | 84,8 x 79,5            | 10                       | Carburatore monocorpo Pierburg 2E3                           | SOHC, 2 valvole per cilindro e cinghia dentata   | No            | 90/5200        | 145/3400      | Opel Omega A 1.8 S                     | 1986-87            |
| E18NVR                                                                      | 1796             | 84,8 x 79,5            | 9,2                      | Carburatore elettronico Pierburg 2EE                         | SOHC, 2 valvole per cilindro e cinghia dentata   | No            | 88/5200        | 140/3200      | Opel Omega A 1.8 S                     | 1987-89            |
| E18NVR                                                                      | 1796             | 84,8 x 79,5            | 9,2                      | Carburatore elettronico Pierburg 2EE                         | SOHC, 2 valvole per cilindro e cinghia dentata   | No            | 88/5200        | 140/3200      | Opel Vectra A 1.8 S                    | 1989-90            |
| 18S                                                                         | 1796             | 84,8 x 79,5            | 9,2                      | Carburatore GMF Varajet II (starter automatico)              | SOHC, 2 valvole per cilindro e cinghia dentata   | No            | 90/5400        | 140/3200      | Opel Rekord E2 1.8 S                   | 1982-86            |
| 18S                                                                         | 1796             | 84,8 x 79,5            | 9,2                      | Carburatore GMF Varajet II (starter automatico)              | SOHC, 2 valvole per cilindro e catena            | No            | 90/5400        | 140/3200      | Opel Manta B 1.8 S                     | 1982-87            |
| S18S2                                                                       | 1796             | 84,8 x 79,5            | 9,2                      | Carburatore Pierburg 2EE                                     | SOHC, due valvole per cilindro e cinghia dentata | No            | 81/5200        | 136/2600      | Opel Rekord 1.82                       | 1984-862           |
| C18NT                                                                       | 1796             | 84,8 x 79,5            | 8,9                      | Iniezione elettronica                                        | SOHC, due valvole per cilindro e cinghia dentata | Sì            | 90/5600        | 135/3000      | Opel Kadett E 1.8i Kat (mercato russo) | -                  |
| C18NZ                                                                       | 1796             | 84,8 x 79,5            | 9,2                      | Iniezione elettronica                                        | SOHC, due valvole per cilindro e cinghia dentata | Sì            | 90/5400        | 145/3000      | Opel Kadett E 1.8i Kat                 | 1990-91            |
| C18NZ                                                                       | 1796             | 84,8 x 79,5            | 9,2                      | Iniezione elettronica                                        | SOHC, due valvole per cilindro e cinghia dentata | Sì            | 90/5400        | 145/3000      | Opel Astra F 1.8i Kat                  | 1991-94            |
| C18NZ                                                                       | 1796             | 84,8 x 79,5            | 9,2                      | Iniezione elettronica                                        | SOHC, due valvole per cilindro e cinghia dentata | Sì            | 90/5400        | 145/3000      | Opel Vectra A 1.8i Kat                 | 1990-95            |
| C18LE                                                                       | 1796             | 84,8 x 79,5            | 8,8                      | Iniezione elettronica                                        | SOHC, due valvole per cilindro e cinghia dentata | Sì            | 95/5400        | 145/2800      | Daewoo Espero 1.8i CD                  | 1993-97            |
| C18NV                                                                       | 1796             | 84,8 x 79,5            | 8,9                      | Iniezione elettronica Bosch LU-Jetronic                      | SOHC, due valvole per cilindro e cinghia dentata | Sì            | 100/5800       | 140/3000      | Opel Rekord E 1.8i                     | 1985-86            |
| C18NE                                                                       | 1796             | 84,8 x 79,5            | 8,9                      | Iniezione elettronica Bosch LU-Jetronic                      | SOHC, due valvole per cilindro e cinghia dentata | Sì            | 100/5800       | 137/3000      | Opel Kadett E GSi 1.8 Kat              | 1985-86            |
| C18NE                                                                       | 1796             | 84,8 x 79,5            | 8,9                      | Iniezione elettronica Bosch LU-Jetronic                      | SOHC, due valvole per cilindro e cinghia dentata | Sì            | 100/5800       | 137/3000      | Opel Kadett E GT 1.8i Kat              | 1987-89            |
| C18NE                                                                       | 1796             | 84,8 x 79,5            | 8,9                      | Iniezione elettronica Bosch LE-Jetronic                      | SOHC, due valvole per cilindro e cinghia dentata | Sì            | 100/5800       | 137/3000      | Opel Ascona C 1.8i Kat                 | 1985-86            |
| 18SE                                                                        | 1796             | 84,8 x 79,5            | 10                       | Iniezione elettronica                                        | SOHC, due valvole per cilindro e cinghia dentata | No            | 112/5600       | 158/3000      | Opel Kadett E 1.8i                     | 1986-91            |
| 18SE                                                                        | 1796             | 84,8 x 79,5            | 10                       | Iniezione elettronica                                        | SOHC, due valvole per cilindro e cinghia dentata | No            | 112/5600       | 158/3000      | Opel Ascona C 1.8i                     | 1986-88            |
| 18LE                                                                        | 1796             | 84,8 x 79,5            | 8,8                      | Iniezione elettronica indiretta multipoint Bosch LE-Jetronic | SOHC, due valvole per cilindro e cinghia dentata | No            | 107/5600       | 151/3600      | Holden Astra (LD) 1.8i                 | 1987-89            |
| 18LE                                                                        | 1796             | 84,8 x 79,5            | 8,8                      | Iniezione elettronica indiretta multipoint Bosch LE-Jetronic | SOHC, due valvole per cilindro e cinghia dentata | No            | 113/6200       | 146/3600      | Holden Camira JD 1.8i                  | 1984-87            |
| 18E                                                                         | 1796             | 84,8 x 79,5            | 9,5                      | Iniezione elettronica indiretta multipoint Bosch LE-Jetronic | SOHC, due valvole per cilindro e cinghia dentata | No            | 115/5800       | 148/4800      | Opel Kadett D 1.8 GT/E                 | 1983-84            |
| 18E                                                                         | 1796             | 84,8 x 79,5            | 9,5                      | Iniezione elettronica indiretta multipoint Bosch LE-Jetronic | SOHC, due valvole per cilindro e cinghia dentata | No            | 115/5800       | 148/4800      | Opel Kadett E 1.8 GSi                  | 1984-86            |
| 18E                                                                         | 1796             | 84,8 x 79,5            | 9,5                      | Iniezione elettronica indiretta multipoint Bosch LE-Jetronic | SOHC, due valvole per cilindro e cinghia dentata | No            | 115/5800       | 148/4800      | Opel Ascona C 1.8 E / 1.8i             | 1982-86            |
| S18E2                                                                       | 1796             | 84,8 x 79,5            | 9,5                      | Iniezione elettronica indiretta multipoint Bosch LE-Jetronic | SOHC, due valvole per cilindro e cinghia dentata | No            | 115/5800       | 151/4800      | Opel Kadett E 1.8i2                    | -                  |
| S18E2                                                                       | 1796             | 84,8 x 79,5            | 9,5                      | Iniezione elettronica indiretta multipoint Bosch LE-Jetronic | SOHC, due valvole per cilindro e cinghia dentata | No            | 115/5800       | 151/4800      | Opel Ascona C 1.8i2                    | -                  |
| 18SEH                                                                       | 1796             | 84,8 x 79,5            | 10                       | Iniezione elettronica L3-Jetronic                            | SOHC, due valvole per cilindro e cinghia dentata | No            | 115/5600       | 157/4000      | Opel Omega A 1.8i                      | 1986-87            |
| C18XE                                                                       | 1799             | 81,6 x 86              | 10,8                     | Iniezione elettronica Siemens Simtec 56                      | DOHC, 4 valvole per cilindro e cinghia dentata   | Sì            | 125/5600       | 168/4800      | Opel Astra F 1.8 GSi 16v               | 1993-94            |
| C18XEL                                                                      | 1799             | 81,6 x 86              | 10,8                     | Iniezione elettronica Siemens Simtec 56                      | DOHC, 4 valvole per cilindro e cinghia dentata   | Sì            | 115/5400       | 168/4000      | Opel Astra F 1.8i 16v                  | 1994-96            |
| X18XE                                                                       | 1799             | 81,6 x 86              | 10,8                     | Iniezione elettronica Siemens Simtec 56                      | DOHC, 4 valvole per cilindro e cinghia dentata   | Sì            | 115/5400       | 168/4000      | Opel Astra F 1.8i 16v                  | 1996-97            |
| X18XE                                                                       | 1799             | 81,6 x 86              | 10,8                     | Iniezione elettronica Siemens Simtec 56                      | DOHC, 4 valvole per cilindro e cinghia dentata   | Sì            | 115/5400       | 170/3600      | Opel Vectra B 1.8i 16v                 | 1995-98            |
| Note: 1Solo per il mercato austriaco 2Solo per i mercati svedese e svizzero |                  |                        |                          |                                                              |                                                  |               |                |               |                                        |                    |

#### Versione da 2 litri

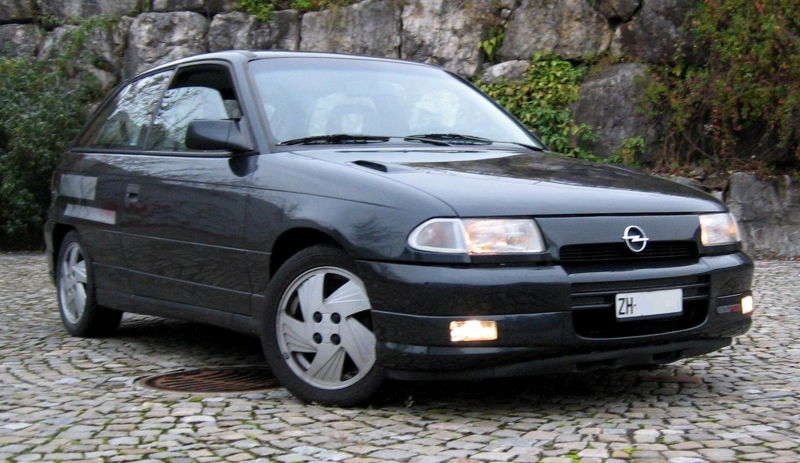
Uno dei più noti tra gli innumerevoli modelli che hanno montato un due litri Ecotec: l'Astra F 2.0 16v GSi

Introdotta nel 1986 sotto il cofano delle Opel Kadett e Omega per poi diffondersi rapidamente anche nel resto del mondo, la versione da 2 litri costituì la spina dorsale della famiglia Family II, in quanto vanta innumerevoli varianti, diverse tra loro non solo per caratteristiche e prestazioni, ma anche per l'ampio spettro di applicazioni a cui esse furono destinate. Assieme alle versioni da 2,2 e 2,4 litri, il 2 litri Family II fu tra i motori di tale famiglia a giungere ai giorni nostri grazie alla produzione che ancora continua presso lo stabilimento GM brasiliano di São Caetano do Sul, mentre nel resto del mondo vengono invece prodotti già dal 2000 i motori Ecotec di nuova generazione.

Ciò che non cambia per tutte le varianti da 2 litri sono le caratteristiche dimensionali (alesaggio e corsa pari a 86x86 mm) e quindi la cilindrata di 1998 cm³. Nati con testata a due valvole per cilindro, i motori Family II da 2 litri si evolsero in breve tempo dando origine anche a varianti con testata plurivalvole. Dal resto della famiglia Family II vennero riprese caratteristiche strutturali come la scelta della ghisa per il basamento e della lega leggera per la testata, quest'ultima di tipo cross-flow. A differenza delle versioni di cilindrata minore, il 2 litri Family II fu prodotto solo con alimentazione a iniezione, benché nei primi anni della sua produzione fossero ancora diffusi i motori a carburatore. Quanto alla distribuzione, anche qui come negli altri motori Family II vi furono inizialmente solo motori monoalbero con testata a 8 valvole, ma nel giro di appena un anno essi vennero affiancati dalle più performanti unità bialbero, con testata a 16 valvole. 

##### Varianti pre-Ecotec
La prima variante bialbero, nota con la sigla 20XE, venne introdotta nel 1987 e nacque da un progetto dell'ingegner Fritz Indra, che fu a capo della Opel Advanced Engine Development dal 1985 al 1989. Tale motore venne concepito per essere utilizzato nelle competizioni, basti pensare che la progettazione della testata vide anche la partecipazione della Cosworth. Ma le sue successive evoluzioni stradali avrebbero conosciuto un'ampia diffusione nell'ambito della produzione di serie. Il motore 20XE divenne noto anche con il soprannome di Red Top per via del coperchio copricandele di colore rosso, chiaramente visibile. 
Sempre a partire dal 1987 videro la luce anche le prime varianti turbo, destinate anch'esse sia alle competizioni che ai modelli di punta della produzione automobilistica di serie, in particolare della Opel. Questa rapida evoluzione della versione da 2 litri dimostrò come il gruppo General Motors credette molto in tale motore, portandola a costituire in breve tempo l'ossatura stessa dell'intera famiglia di motori. La prima variante sovralimentata fu basata sull'architettura monoalbero, mentre la prima variante turbo bialbero a 16 valvole avrebbe debuttato nel 1992. Una simile diversificazione nel tempo, implicò anche altre modifiche, come ad esempio l'arrivo di una nuova testata nel 1991 e il ridisegnamento dei condotti di lubrificazione e raffreddamento, avvenuto sempre in quello stesso anno. Questi motori sarebbero stati sostituiti nel corso degli anni '90 da una nuova evoluzione dei Family II, evoluzione che avrebbe portato alla nascita del primo 2 litri Ecotec.
Di seguito vengono riassunte le caratteristiche delle principali motorizzazioni da 2 litri appartenenti ai Family II pre-Ecotec:
| Motore 2 litri Family II pre-Ecotec |                                                |                                                     |                          |                |               |                                  |                                    |
| Variante                            | Distribuzione                                  | Alimentazione                                       | Rapporto di compressione | Potenza CV/rpm | Coppia Nm/rpm | Applicazioni                     | Anni di produzione                 |
| LT2                                 | SOHC, 2 valvole per cilindro e cinghia dentata | Iniezione elettronica single-point                  | 8,8                      | 97/4800        | 160/3600      | Asüna SE / GT                    | 1993-94                            |
| LT2                                 | SOHC, 2 valvole per cilindro e cinghia dentata | Iniezione elettronica single-point                  | 8,8                      | 97/4800        | 160/3600      | Buick Skyhawk 2.0 EFi            | 1987-89                            |
| LT2                                 | SOHC, 2 valvole per cilindro e cinghia dentata | Iniezione elettronica single-point                  | 8,8                      | 97/4800        | 160/3600      | Oldsmobile Firenza 2.0 EFi       | 1987-88                            |
| LT2                                 | SOHC, 2 valvole per cilindro e cinghia dentata | Iniezione elettronica single-point                  | 8,8                      | 97/4800        | 160/3600      | Passport Optima                  | 1988-91                            |
| LT2                                 | SOHC, 2 valvole per cilindro e cinghia dentata | Iniezione elettronica single-point                  | 8,8                      | 97/4800        | 160/3600      | Pontiac LeMans GSE 2.0i          | 1991-93                            |
| LT2                                 | SOHC, 2 valvole per cilindro e cinghia dentata | Iniezione elettronica single-point                  | 8,8                      | 97/4800        | 160/3600      | Pontiac Sunbird 2.0i             | 1987-91                            |
| LE4                                 | SOHC, 2 valvole per cilindro e cinghia dentata | Iniezione elettronica multipoint                    | -                        | 112/5200       | 167/3600      | Pontiac Sunbird 2.0i             | 1991-94                            |
| 20NE                                | SOHC, 2 valvole per cilindro e cinghia dentata | Bosch Motronic ML 4.1                               | 9,2                      | 115/5400       | 175/2600      | Opel Kadett E 2.0i               | 1986-89                            |
| 20NE                                | SOHC, 2 valvole per cilindro e cinghia dentata | Bosch Motronic ML 4.1                               | 9,2                      | 115/5400       | 175/2600      | Opel Vectra A 2.0i               | 1988-89                            |
| 20LE                                | SOHC, 2 valvole per cilindro e cinghia dentata | Bosch Motronic ML 4.1                               | 9,2                      | 115/5400       | 175/2600      | Holden Camira (JE)               | 1987-89                            |
| C20NE                               | SOHC, 2 valvole per cilindro e cinghia dentata | Bosch Motronic M 1.5                                | 9,2                      | 115/5400       | 170/3000      | Opel Astra F 2.0 GSi             | 1992-94                            |
| C20NE                               | SOHC, 2 valvole per cilindro e cinghia dentata | Bosch Motronic M 1.5                                | 9,2                      | 115/5400       | 170/3000      | Opel Vectra A 2.0i Kat           | 1989-95                            |
| C20NE                               | SOHC, 2 valvole per cilindro e cinghia dentata | Bosch Motronic M 1.5                                | 9,2                      | 115/5400       | 170/3000      | Opel Calibra 2.0i Kat            | 1989-97                            |
| C20NE                               | SOHC, 2 valvole per cilindro e cinghia dentata | Bosch Motronic M 1.5                                | 9,2                      | 115/5400       | 170/3000      | Opel Frontera A 2.0i             | 1991-95                            |
| X20SE                               | SOHC, 2 valvole per cilindro e cinghia dentata | Bosch Motronic M 1.5                                | 10                       | 116/5400       | 178/2800      | Opel Omega B 2.0i 8v             | 01/1994-08/1999                    |
| 20SE                                | SOHC, 2 valvole per cilindro e cinghia dentata | Bosch Motronic ML 4.1                               | 10                       | 122/5400       | 170/2600      | Opel Omega 2.0i                  | 1986-87                            |
| 20SEH                               | SOHC, 2 valvole per cilindro e cinghia dentata | Bosch Motronic ML 4.1                               | 10                       | 130/5600       | 180/4600      | Opel Kadett E 2.0i               | 1986-89                            |
| 20SEH                               | SOHC, 2 valvole per cilindro e cinghia dentata | Bosch Motronic ML 4.1                               | 10                       | 130/5600       | 180/4600      | Opel Ascona C 2.0i               | 1986-88                            |
| 20SEH                               | SOHC, 2 valvole per cilindro e cinghia dentata | Bosch Motronic ML 4.1                               | 10                       | 130/5600       | 180/4600      | Opel Vectra A 2.0i GT            | 1988-89                            |
| LT3                                 | SOHC, 2 valvole per cilindro e cinghia dentata | Iniezione elettronica multipoint + turbocompressore | 8                        | 165/5600       | 237/4000      | Buick Skyhawk 2.0 Turbo          | 1987-88                            |
| LT3                                 | SOHC, 2 valvole per cilindro e cinghia dentata | Iniezione elettronica multipoint + turbocompressore | 8                        | 165/5600       | 237/4000      | Pontiac Sunbird 2.0 SE Turbo     | 1987-91                            |
| LT3                                 | SOHC, 2 valvole per cilindro e cinghia dentata | Iniezione elettronica multipoint + turbocompressore | 8                        | 165/5600       | 237/4000      | Pontiac Grand Am SE 2.0 Turbo    | 1987-89                            |
| C20XE                               | DOHC, 4 valvole per cilindro e cinghia dentata | Bosch Motronic M 2.5                                | 10,5                     | 150/6000       | 196/4800      | Opel Kadett E GSi 16v            | 1987-91                            |
| C20XE                               | DOHC, 4 valvole per cilindro e cinghia dentata | Bosch Motronic M 2.5                                | 10,5                     | 150/6000       | 196/4800      | Opel Astra F 2.0 16v GSi         | 1991-96                            |
| C20XE                               | DOHC, 4 valvole per cilindro e cinghia dentata | Bosch Motronic M 2.5                                | 10,5                     | 150/6000       | 196/4800      | Opel Vectra A 2.0i 16v           | 1988-94                            |
| C20XE                               | DOHC, 4 valvole per cilindro e cinghia dentata | Bosch Motronic M 2.5                                | 10,5                     | 150/6000       | 196/4800      | Opel Calibra 2.0i 16v            | 1989-94                            |
| C20LET                              | DOHC, 4 valvole per cilindro e cinghia dentata | Bosch Motronic M 2.7 + turbocompressore             | 9                        | 204/5600       | 280/2400      | Opel Kadett 200t S               | 1994-96 (solo mercato sudafricano) |
| C20LET                              | DOHC, 4 valvole per cilindro e cinghia dentata | Bosch Motronic M 2.7 + turbocompressore             | 9                        | 204/5600       | 280/2400      | Opel Astra 200t S                | 1994-96 (solo mercato sudafricano) |
| C20LET                              | DOHC, 4 valvole per cilindro e cinghia dentata | Bosch Motronic M 2.7 + turbocompressore             | 9                        | 204/5600       | 280/2400      | Opel Vectra A 2.0i 16v Turbo 4x4 | 1992-94                            |
| C20LET                              | DOHC, 4 valvole per cilindro e cinghia dentata | Bosch Motronic M 2.7 + turbocompressore             | 9                        | 204/5600       | 280/2400      | Opel Calibra 2.0i Turbo 4x4      | 1992-96                            |

##### Varianti Family II Ecotec
A partire dal 1994, i motori Family II da 2 litri vennero sotto posti a ulteriori aggiornamenti per soddisfare le sempre più severe norme antinquinamento (in particolare la Euro 2 che sarebbe entrata in vigore nel 1996) e vennero per questo inclusi nella vasta superfamiglia di motori Ecotec. Il primo di questi motori fu siglato X20XEV e sarebbe stato seguito da altre varianti più performanti, sia aspirate che turbocompresse. Va fatta attenzione a non confondersi fra questi motori Ecotec e i successivi Ecotec di nuova generazione, caratterizzati dalla medesima cilindrata e che fondamentalmente sono una nuova evoluzione dei Family II anche se stavolta non vengono inclusi in tale categoria. Di seguito, vengono mostrate le caratteristiche e le applicazioni dei motori Family II Ecotec:
| Motore 2 litri Family II Ecotec |                                                |                                           |                          |                |                |                                          |                    |
| Variante                        | Distribuzione                                  | Alimentazione                             | Rapporto di compressione | Potenza CV/rpm | Coppia Nm/rpm  | Applicazioni                             | Anni di produzione |
| X20SED                          | DOHC, 4 valvole per cilindro e cinghia dentata | -                                         | 9,6                      | 131/5400       | 184/4400       | Daewoo Nubira Mk2 2.0 16v                | 1999-04            |
| X20SED                          | DOHC, 4 valvole per cilindro e cinghia dentata | -                                         | 9,6                      | 131/5400       | 184/4200       | Daewoo Evanda 2.0 16v                    | 2000-04            |
| X20SED                          | DOHC, 4 valvole per cilindro e cinghia dentata | -                                         | 9,6                      | 131/5400       | 184/4200       | Chevrolet Evanda 2.0 16v                 | 2004-06            |
| X20XEV                          | DOHC, 4 valvole per cilindro e cinghia dentata | Bosch Motronic M 2.8                      | 10,8                     | 136/5600       | 185/4000       | Opel Astra F 2.0 16v GSi                 | 1995-98            |
| X20XEV                          | DOHC, 4 valvole per cilindro e cinghia dentata | Bosch Motronic M 2.8                      | 10,8                     | 136/5600       | 185/4000       | Opel Astra G 2.0 16v                     | 1998-2000          |
| X20XEV                          | DOHC, 4 valvole per cilindro e cinghia dentata | Bosch Motronic M 2.8                      | 10,8                     | 136/5600       | 185/4000       | Opel Vectra A 2.0 16v                    | 1994-95            |
| X20XEV                          | DOHC, 4 valvole per cilindro e cinghia dentata | Bosch Motronic M 2.8                      | 10,8                     | 136/5600       | 185/4000       | Opel Vectra B 2.0 16v                    | 1995-2000          |
| X20XEV                          | DOHC, 4 valvole per cilindro e cinghia dentata | Bosch Motronic M 2.8                      | 10,8                     | 136/5600       | 185/4000       | Opel Omega B 2.0 16v                     | 1994-99            |
| X20XEV                          | DOHC, 4 valvole per cilindro e cinghia dentata | Bosch Motronic M 2.8                      | 10,8                     | 136/5600       | 185/4000       | Opel Calibra 2.0 16v                     | 1994-97            |
| X20XER                          | DOHC, 4 valvole per cilindro e cinghia dentata | Siemens Simtec 70                         | 10,8                     | 160/6500       | 188/4300       | Opel Astra 2.0 16v OPC                   | 1999-02            |
| Z20LEL                          | DOHC, 4 valvole per cilindro e cinghia dentata | Bosch Motronic ME7.6 + turbocompressore   | 8,8                      | 170/5400       | 250/1950       | Opel Astra H 2.0 Turbo                   | 2004-10            |
| Z20LEL                          | DOHC, 4 valvole per cilindro e cinghia dentata | Bosch Motronic ME7.6 + turbocompressore   | 8,8                      | 170/5400       | 250/1950       | Opel Zafira B 2.0 Turbo                  | 2005-10            |
| Z20LET                          | DOHC, 4 valvole per cilindro e cinghia dentata | Bosch Motronic ME1.5.5 + turbocompressore | 8,8                      | 190/5400       | 250/ 1950-5300 | Opel Astra G 2.0 Turbo Coupé             | 2000-01            |
| Z20LET                          | DOHC, 4 valvole per cilindro e cinghia dentata | Bosch Motronic ME1.5.5 + turbocompressore | 8,8                      | 192/5400       | 250/ 1950-5300 | Opel Astra G 2.0 Turbo OPC               | 2002-03            |
| Z20LET                          | DOHC, 4 valvole per cilindro e cinghia dentata | Bosch Motronic ME1.5.5 + turbocompressore | 8,8                      | 192/5400       | 250/ 1950-5300 | Opel Astra G 2.0 Turbo Coupé e Cabriolet | 2002-03            |
| Z20LET                          | DOHC, 4 valvole per cilindro e cinghia dentata | Bosch Motronic ME1.5.5 + turbocompressore | 8,8                      | 192/5400       | 250/ 1950-5300 | Opel Zafira A 2.0 Turbo OPC              | 2001-02            |
| Z20LET                          | DOHC, 4 valvole per cilindro e cinghia dentata | Bosch Motronic ME1.5.5 + turbocompressore | 8,8                      | 200/5600       | 250/ 1950-5300 | Opel Astra G 2.0 Turbo OPC               | 2003-04            |
| Z20LET                          | DOHC, 4 valvole per cilindro e cinghia dentata | Bosch Motronic ME1.5.5 + turbocompressore | 8,8                      | 200/5600       | 250/ 1950-5300 | Opel Astra G 2.0 Turbo Coupé e Cabriolet | 2003-05            |
| Z20LET                          | DOHC, 4 valvole per cilindro e cinghia dentata | Bosch Motronic ME1.5.5 + turbocompressore | 8,8                      | 200/5600       | 250/ 1950-5300 | Opel Speedster 2.0 Turbo                 | 2003-06            |
| Z20LET                          | DOHC, 4 valvole per cilindro e cinghia dentata | Bosch Motronic ME1.5.5 + turbocompressore | 8,8                      | 200/5600       | 250/ 1950-5300 | Opel Zafira A 2.0 Turbo OPC              | 2002-04            |
| Z20LER                          | DOHC, 4 valvole per cilindro e cinghia dentata | Bosch Motronic ME7.6 + turbocompressore   | 8,8                      | 200/5400       | 262/4200       | Opel Astra H 2.0 Turbo                   | 2004-09            |
| Z20LER                          | DOHC, 4 valvole per cilindro e cinghia dentata | Bosch Motronic ME7.6 + turbocompressore   | 8,8                      | 200/5400       | 262/4200       | Opel Zafira B 2.0 Turbo                  | 2005-10            |
| Z20LER                          | DOHC, 4 valvole per cilindro e cinghia dentata | Bosch Motronic ME7.6 + turbocompressore   | 8,8                      | 200/5400       | 262/4200       | Lotus Europa S                           | 2006-08            |
| Z20LER                          | DOHC, 4 valvole per cilindro e cinghia dentata | Bosch Motronic ME7.6 + turbocompressore   | 8,8                      | 225/5700       | 300/4000       | Lotus Europa SE                          | 2008-10            |
| Z20LEH                          | DOHC, 4 valvole per cilindro e cinghia dentata | Bosch Motronic ME7.6 + turbocompressore   | 8,8                      | 240/5600       | 320/2400       | Opel Astra H GTC OPC                     | 2005-09            |
| Z20LEH                          | DOHC, 4 valvole per cilindro e cinghia dentata | Bosch Motronic ME7.6 + turbocompressore   | 8,8                      | 240/5600       | 320/2400       | Opel Zafira B 2.0 Turbo 16v OPC          | 2005-10            |

#### Versione da 2.2 litri
Il motore 2.2 Family II nasce dall'allungamento della corsa del 2 litri, corsa che è stata portata da 86 a 94.6 mm, per una cilindrata complessiva di 2198 cm³. Il 2.2 litri Family II è nato nel 1995, pertanto tutte le varianti sono catalizzate. Tale motore è stato proposto in poche varianti, prima di evolversi nel 2.2 della famiglia Ecotec all'alba del nuovo secolo. Fu previsto sia in configurazione monoalbero che bialbero. Le prime, indicate con sigle interne che cominciavano con la lettera C, furono limitate a pochissime applicazioni, mentre le altre, indicate con codici che iniziavano per X ebbero una gamma di applicazioni più ampia. Esse riguardarono in maniera massiccia il fuoristrada Isuzu MU e le sue versioni commercializzate in Oceania dalla Holden e in Europa dalla Opel (quest'ultima nota come Opel Frontera). E proprio alla Holden, storica casa automobilistica australiana, venne assegnato il compito di produrre tale motore, compito che venne assolto fino al 2009. Ma il 2.2 litri Family II venne in seguito prodotto anche in altri stabilimenti del gruppo General Motors, come ad esempio alla Opel (fino al 2000) e allo stabilimento della GM do Brazil. Altre applicazioni compresero alcuni modelli Chevrolet e Daewoo. Nella seguente tabella a scomparsa vengono sintetizzate le caratteristiche dei motori Family II da 2.2 litri:
| Motore 2.2 litri Family II |                                                 |                        |                          |                |               |                          |                    |
| Variante                   | Distribuzione                                   | Alimentazione          | Rapporto di compressione | Potenza CV/rpm | Coppia Nm/rpm | Applicazioni             | Anni di produzione |
| C22NE/C22LE                | SOHC, due valvole per cilindro, cinghia dentata | -                      | -                        | 116/4800       | 178/2800      | Isuzu Faster             | 1995-2000          |
| C22NED                     | SOHC, due valvole per cilindro, cinghia dentata | -                      | -                        | 117/4800       | 178/2800      | FS Lublin                | 1995-03            |
| X22XE                      | DOHC, quattro valvole per cilindro              | Bosch Motronic M 1.5.4 | 10,5                     | 136/5200       | 202/2600      | Opel Frontera A 2.2i 16v | 1995-98            |
| X22XE                      | DOHC, quattro valvole per cilindro              | Bosch Motronic M 1.5.4 | 10,5                     | 141/5400       | 202/2600      | Opel Sintra 2.2i 16v     | 1996-99            |
| X22SE                      | DOHC, quattro valvole per cilindro              | -                      | 9,6                      | 133/5200       | 200/2800      | Daewoo Leganza 2.2 16v   | 1999-2000          |
| X22SE                      | DOHC, quattro valvole per cilindro              | -                      | 9,6                      | 136/5200       | 202/2500      | Isuzu MU / Amigo 2.2 16v | 1998-2004          |
| X22SE                      | DOHC, quattro valvole per cilindro              | -                      | 9,6                      | 136/5200       | 202/2500      | Opel Frontera B 2.2i 16v | 1998-2004          |
| Y22XE/Z22XE                | DOHC, quattro valvole per cilindro              | Siemens Simtec 71      | 10,5                     | 144/5400       | 205/4000      | Opel Omega B 2.2 16v     | 1999-2003          |

In non pochi mercati extra-europei, il motore Family II da 2,2 litri continuò a essere prodotto e montato sotto il cofano di alcuni modelli specifici. È il caso, ad esempio, della Opel Blazer (gemella della più nota Chevrolet Blazer) o della Honda Passport, gemella della Opel Frontera e delle Isuzu MU e Amigo.

#### Versioni da 2.4 litri
La versione da 2.4 litri fu caratterizzata da una cilindrata di 2405 cm³, derivante da misure di alesaggio e corsa pari a 87,5 x 100 mm. Tale versione fu prodotta anch'essa con testata a due e a quattro valvole per cilindro ed ebbe un numero ancor più esiguo di applicazioni rispetto alla versione da 2.2 litri. Tuttavia si tratta di un motore interessante per la particolarità di una di queste varianti, denominata X24XF e caratterizzata dal fatto di essere progettata per funzionare anche a etanolo. Anche qui entrò in gioco l'australiana Holden che costruì la primissima variante di tale motore, denominata C24SE (con distribuzione monoalbero) e utilizzata esclusivamente sotto il cofano della Isuzu Rodeo. 
Di seguito vengono riepilogate le caratteristiche delle varianti del 2,4 litri Family II:
| Motore 2.4 litri Family II |                                                 |                                                        |                          |                             |                             |                                                 |                    |
| Variante                   | Distribuzione                                   | Alimentazione                                          | Rapporto di compressione | Potenza CV/rpm              | Coppia Nm/rpm               | Applicazioni                                    | Anni di produzione |
| C24SE                      | SOHC, due valvole per cilindro, cinghia dentata | Iniezione elettronica single point                     | 9,6                      | 125/4800                    | 207/3200                    | Isuzu Rodeo 2.4i                                | 1995-98            |
| X24XF                      | SOHC, due valvole per cilindro, cinghia dentata | Iniezione elettronica multipoint benzina / Etanolo E85 | 10                       | 150/5200 (146 CV a etanolo) | 233/4000 (227 Nm a etanolo) | Chevrolet Vectra 2.4 Flexpower                  | 2006-08            |
| X24XF                      | SOHC, due valvole per cilindro, cinghia dentata | Iniezione elettronica multipoint benzina / Etanolo E85 | 11,5                     | 147/5200 (141 CV a etanolo) | 236/2800 (219 Nm a etanolo) | Chevrolet Blazer 2.4 Flexpower                  | 2007-11            |
| X24XF                      | SOHC, due valvole per cilindro, cinghia dentata | Iniezione elettronica multipoint benzina / Etanolo E85 | 11,5                     | 147/5200 (141 CV a etanolo) | 215/2800                    | Chevrolet S10 Mk2 2.4 Flexpower                 | dal 2012           |
| X24SFD                     | DOHC, 4 valvole per cilindro, cinghia dentata   | Iniezione elettronica multipoint benzina / Etanolo E85 | 10                       | 150/5200 (146 CV a etanolo) | 233/4000 (227 Nm a etanolo) | Chevrolet Vectra 2.4 16v                        | 2008-11            |
| Z24XE                      | DOHC, 4 valvole per cilindro, cinghia dentata   | Iniezione elettronica multipoint                       | 9,6                      | 140/5200                    | 220/2200                    | Opel Antara 2.4 16v                             | 2006-10            |
| Z24XE                      | DOHC, 4 valvole per cilindro, cinghia dentata   | Iniezione elettronica multipoint                       | 9,6                      | 140/5200                    | 220/2200                    | Daewoo Windstorm/Holden Captiva/Vauxhall Antara | 2006-10            |

### Versioni a gasolio
Sebbene abbiano conosciuto una carriera molto più breve e molto meno articolata rispetto alle versioni a benzina, i motori Family II a gasolio rivestono comunque un'importanza non di poco conto nel panorama della produzione motoristica della Opel e del gruppo GM. Essi hanno avuto infatti il merito di allargare verso il basso l'allora magro ventaglio di motorizzazioni diesel presenti nella gamma automobilistica della Casa di Rüsselsheim, fino a quel momento composto da cilindrate comprese fra i 2 e i 2,3 litri. 
Le due versioni Family II a gasolio erano da 1.6 e da 1.7 litri. La 1.7 è l'evoluzione della 1.6, la quale a sua volta è nata sulla base del 1.6 a benzina. Quindi con quest'ultima, anche se più indirettamente, anche la versione maggiore è legata da un vincolo di parentela. Mentre il 1.6 diesel a suo tempo rappresentava l'unica motorizzazione Opel a gasolio di fascia media, il 1.7 diesel Family II condivise tale fascia con il più piccolo 1.5 4EC. Non solo, ma di lì a pochi anni, esattamente nel 1991, un nuovo 1.7 a gasolio (il 4EE1 di origine Isuzu) arricchì ulteriormente la gamma motoristica Opel. In pratica, per la maggior parte degli anni novanta, la Opel aveva la possibilità di offrire due diversi 1.7 a gasolio.

#### Versione diesel da 1.6 litri
Il 1.6 Family II diesel è stato presentato a Ginevra nel 1982. Si trattava di un motore derivato direttamente dal 1.6 benzina a corsa corta, del quale riprendeva per intero le caratteristiche dimensionali (80x79.5 mm) e la struttura di monoblocco e testata. Identica anche la distribuzione monoalbero a due valvole per cilindro. Quelle di scarico erano bimetalliche. Inoltre, sempre per quanto riguarda la distribuzione, essa era dotata di punterie idrauliche. Si tratta del primo diesel europeo a utilizzare tale tipo di punterie. Questo motore è stato proposto unicamente in forma aspirata e in due varianti quasi identiche tra loro, denominate 16D e 16DA. Entrambe erano caratterizzate dal rapporto di compressione pari a 23:1, dall'alimentazione a iniezione indiretta Bosch con pompa rotativa e con precamera di turbolenza Ricardo Comet V. La potenza massima raggiungeva 54 CV a 4600 giri/min e la coppia massima era di 93 N·m a 2400 giri/min.

#### Versione diesel da 1.7 litri
Il 1.7 Family II è nato dalla rialesatura del 1.6 diesel appena illustrato. Di quest'ultima motorizzazione, il 1.7 voleva essere sia l'evoluzione che il sostituto. Tale versione ha esordito nel 1988: la misura dell'alesaggio è stata portata da 80 a 82.5 mm, per una cilindrata totale di 1700 cc esatti. L'aumento della cilindrata è stato realizzato per poter migliorare le doti di erogazione della coppia motrice rispetto al precedente 1.6. In effetti, c'è stato un lieve miglioramento, ma il peso del motore deponeva a sfavore delle prestazioni. Per questo motivo, nel 1991, questo 1.7 venne affiancato dal 1.7 Isuzu accennato in precedenza, il quale vantava un peso più ridotto e quindi una migliore resa. Il 1.7 Family II è stato proposto in tre varianti, due aspirate e una sovralimentata con turbocompressore a bassa pressione. Quest'ultima, siglata X17DTL, è stata l'ultima evoluzione del 1.7 Family II e rispettava già la normativa Euro 2.
Di seguito vengono riepilogate le caratteristiche relative alle varianti a gasolio dei motori Family II:
| Motori diesel Family II |                  |                        |                                                               |                          |                |               |                          |                    |
| Variante                | Cilindrata (cm³) | Alesaggio x corsa (mm) | Alimentazione                                                 | Rapporto di compressione | Potenza CV/rpm | Coppia Nm/rpm | Applicazioni             | Anni di produzione |
| 16D                     | 1598             | 80x79,5                | Diesel aspirato, iniezione indiretta, pompa Bosch VE          | 23                       | 54/4600        | 94/2400       | Opel Kadett D 1.6 Diesel | 1982-84            |
| 16D                     | 1598             | 80x79,5                | Diesel aspirato, iniezione indiretta, pompa Bosch VE          | 23                       | 54/4600        | 94/2400       | Opel Kadett E 1.6 Diesel | 1984-86            |
| 16D                     | 1598             | 80x79,5                | Diesel aspirato, iniezione indiretta, pompa Bosch VE          | 23                       | 54/4600        | 94/2400       | Opel Ascona C 1.6 Diesel | 1982-86            |
| 16DA                    | 1598             | 80x79,5                | Diesel aspirato, iniezione indiretta, pompa Bosch VE          | 23                       | 54/4600        | 93/2400       | Opel Kadett E 1.6 Diesel | 1986-88            |
| 16DA                    | 1598             | 80x79,5                | Diesel aspirato, iniezione indiretta, pompa Bosch VE          | 23                       | 54/4600        | 93/2400       | Opel Ascona C 1.6 Diesel | 1986-88            |
| 17D                     | 1699             | 82,5x79,5              | Diesel aspirato, iniezione indiretta, pompa Bosch VE          | 23                       | 57/4600        | 103/2400      | Opel Kadett E 1.7 Diesel | 1988-91            |
| 17D                     | 1699             | 82,5x79,5              | Diesel aspirato, iniezione indiretta, pompa Bosch VE          | 23                       | 57/4600        | 103/2400      | Opel Astra F 1.7 D       | 1991-92            |
| 17D                     | 1699             | 82,5x79,5              | Diesel aspirato, iniezione indiretta, pompa Bosch VE          | 23                       | 57/4600        | 103/2400      | Opel Vectra A 1.7 D      | 1988-92            |
| 17DR                    | 1699             | 82,5x79,5              | Diesel aspirato, iniezione indiretta, pompa Bosch VE          | 23                       | 60/4600        | 105/2400      | Opel Astra F 1.7 D       | 1992-94            |
| 17DR                    | 1699             | 82,5x79,5              | Diesel aspirato, iniezione indiretta, pompa Bosch VE          | 23                       | 60/4600        | 105/2400      | Opel Vectra A 1.7 D      | 1992-95            |
| X17DTL                  | 1699             | 82,5x79,5              | Iniezione indiretta, pompa Bosch VE, turbocompressore Garrett | 22                       | 68/4500        | 132/2400      | Opel Astra F 1.7 TD      | 1994-98            |
| X17DTL                  | 1699             | 82,5x79,5              | Iniezione indiretta, pompa Bosch VE, turbocompressore Garrett | 22                       | 68/4500        | 132/2400      | Opel Astra G 1.7 TD      | 1998-99            |